# Przykop (Miłki)
Przykop (niem. Przykopp, od 1938 r. Hessenhöh) – część wsi Miłki w Polsce, położona w województwie warmińsko-mazurskim, w powiecie giżyckim, w gminie Miłki. 
W latach 1975–1998 Przykop administracyjnie należał do województwa suwalskiego.
Obok Przykopu płynie strumień, łączący Jezioro Wejnowskie z jeziorem Buwełno. Na zachód znajdują się wzniesienia nazywane Paprockim Górami (niem. Paprodtker Berg). W czasie pierwszej wojny światowej, w latach 1914-15 wzniesienia te były terenem walk wojsk niemieckich i rosyjskich.